# Irina Vertinskaya
Irina Vertinskaya (russe : Ирине Вертинской), née le 17 septembre 1984, est une athlète paralympique russe, pratiquant le lancer de poids, le lancer de disque et le lancer de javelot. Elle représente les athlètes paralympiques neutres aux Jeux paralympiques d'été de 2024 où elle remporte une médaille de bronze.

## Biographie
Irina Vertinskaya est orpheline, elle est retrouvée bébé à Bichkek, au Kirghizistan. Quelques mois plus tard, alors qu'elle est à l'orphelinat, des problèmes apparaissent au niveau du système musculo-squelettique, avec notamment une jambe plus courte que l'autre de 5 cm. Un diagnostic plus poussé fait état d'une paralysie cérébrale, d'une atrophie musculaire et d'un dysfonctionnement de la motricité fine.
Irina Vertinskaya pratique le bras de fer, remportant notamment la médaille d'or des championnats du monde 2009 en Italie,. Elle prend ensuite la nationalité russe et commence l'athlétisme en décembre 2013.
En lice pour participer aux Jeux de Rio en 2016, elle ne peut y prendre part en raison de la décision du Comité paralympique international d'exclure les athlètes russes pour cause de dopage d'État. Elle participe aux Jeux paralympiques pour la première fois à Tokyo, en 2021, représentant le comité paralympique russe. Elle se classe 4e du lancer de poids en catégorie F37.
Pour sa deuxième participation aux Jeux paralympiques, elle représente les athlètes paralympiques neutres à Paris en 2024. Elle se classe 9e au lancer de disque en catégorie F38. Elle remporte la médaille de bronze au lancer de poids en catégorie F37, en lançant à 12,86 m, derrière les Chinoises Li Yingli et Mi Na.

## Palmarès

### Représentant les athlètes paralympiques neutres
- Jeux paralympiques
  -  Médaille de bronze en lancer de poids F37 à Paris en 2024
- Championnats du monde
  -  Médaille d'argent en lancer de poids F37 Kobé en 2024

### Représentant la Russie
- Championnats du monde
  -  Médaille de bronze en lancer de poids F37 à Dubaï en 2019
  -  Médaille de bronze en lancer de poids F37 à Doha en 2015
- Championnats d'Europe
  -  Médaille d'or en lancer de javelot F37 à Grosseto en 2016
  -  Médaille d'argent en lancer de disque F38 à Swansea en 2014
  -  Médaille d'argent en lancer de javelot F37 à Swansea en 2014
  -  Médaille d'argent en lancer de poids F37 à Grosseto en 2016
  -  Médaille de bronze en lancer de poids F37 à Swansea en 2014
  -  Médaille de bronze en lancer de disque F38 à Grosseto en 2016